# 浜松市立佐藤小学校
浜松市立佐藤小学校（はままつしりつ さとうしょうがっこう）は静岡県浜松市中央区にある市立小学校。

## 沿革
- 1929年 - 船越（東小学校）、天神、佐藤（相生小学校）の三町で学区を形成し、濱松市佐藤尋常小學校創立
- 1935年 - 天神、佐藤の二町が学区になる（船越町は船越小学校学区となる。）
- 1941年 - 濱松市佐藤國民學校に改める
- 1947年 - 浜松市立佐藤小学校に改める
- 1961年 - 特殊学級設置

## 出身者
- 筧利夫 - 俳優
- 武田修宏 - タレント・元サッカー選手
- 浅田信一 - 歌手
- 伊藤久朗 - 静岡第一テレビ(SDT)男性アナウンサー